# Willibald Schmidt
Willibald Schmidt (* 2. November 1933 in Brunnmühle; † 5. März 2012 in Beilngries) war ein deutscher Ingenieur, Unternehmer und Stifter.
Im Jahr 1957 übernahm er von Michael und Andreas Schmidt den Maschinenbaubetrieb Gebrüder Schmidt. Damals hatte er sechs Mitarbeiter. Diesen baute er zu einem Betrieb mit über 450 Mitarbeitern und 116 Millionen Euro Umsatz aus. An das Unternehmen in den 2000er in Schwierigkeiten geriet, verkaufte er das Unternehmen an das Beteiligungsunternehmen ATON. Mit Verkaufserlös gründete er 2007 die Willibald-Schmidt-Stiftung, eine rechtsfähige öffentliche Stiftung des bürgerlichen Rechts.
Für seine Verdienste verlieh ihm Horst Köhler 2006 das Bundesverdienstkreuz am Bande.